# Sonett
Ein Sonett (Plural: Sonette, von lateinisch sonare ‚tönen, klingen‘, sonus ‚Klang, Schall‘ und italienisch sonetto) ist ein Gedicht aus 14 metrisch gegliederten Verszeilen, die in unterschiedlich lange Strophen eingeteilt sein können. Der Name bedeutet „kleines Tonstück“ (vgl. „Sonate“) und wurde im deutschen Barock als „Klinggedicht“ übersetzt.

## Aufbau und Varianten
Die 14 Zeilen eines Sonetts gliedern sich in der italienischen Originalform in vier kurze Strophen: zwei Quartette und zwei sich daran anschließende Terzette. Die einzelnen Verse (Zeilen) des italienischen Sonetts sind Endecasillabi (Elfsilbler) mit meist weiblicher Kadenz. 
In der spanischen und portugiesischen Lyrik wurde das Sonett im Ganzen nach italienischem Vorbild übernommen.
In der französischen Klassik war das bevorzugte Versmaß der Alexandriner, ein jambischer Sechsheber mit Zäsur in der Mitte, der Dramenvers der französischen Klassik. Diese Form des Sonetts wird nach Pierre de Ronsard auch Ronsard-Sonett genannt.
In der deutschen Dichtung der Barockzeit, der ersten Rezeptionsphase des Sonetts, war ebenfalls der Alexandriner dessen bevorzugtes Versmaß. Seit A. W. Schlegel gilt aber, wie in Italien, der jambische Fünfheber als Idealform. Dessen Kadenz kann weiblich (11 Silben) oder männlich (10 Silben) sein und weist folgendes Reimschema auf:
[abba abba cdc dcd]
oder
[abba cddc eef ggf]
In den beiden Terzetten kamen jedoch zu allen Zeiten viele Varianten vor, beispielsweise
[abba abba ccd eed]
[abba abba cde cde]
[abba abba ccd dee]
[abba abba cde ecd].
In die englische Literatur hielt das Sonett im 16. Jahrhundert Einzug. Sehr schnell wurde die Form geändert: Auf drei Quartette folgt ein zweizeiliges heroic couplet. Das Versmaß ist wiederum der jambische Fünfheber, seltener mit weiblicher, häufiger mit männlicher Kadenz. Das englische Sonett wird nach dem bedeutendsten Dichter auch als Shakespeare-Sonett oder nach der ersten Blütezeit dieser lyrischen Form als Elisabethanisches Sonett bezeichnet. Sein Reimschema lautet
[abab cdcd efef gg].

## Sonettzyklen
Oft werden mehrere Sonette zu größeren Zyklen zusammengestellt:
- Tenzone: Streitgespräch zwischen zwei Dichtern, wobei in einer strengen Form die Reim-Endungen des vorangehenden Sonetts aufgegriffen werden.
- Sonett(en)kranz: Der Sonettenkranz ist gefügt aus 14 + 1 Einzelsonetten, wobei jedes Sonett in der Anfangszeile die Schlusszeile des vorangehenden aufnimmt. Aus den 14 Schlusszeilen ergibt sich in unveränderter Reihenfolge das 15. oder Meistersonett.
- Hunderttausend Milliarden Gedichte von Raymond Queneau, 1961 (literarischer Hypertext avant la lettre)
- Sonettennetz: Das Sonettennetz ist eine von Thomas Krüger erstmals im Gedichtband „Im Grübelschilf“[1] entwickelte Gedicht-Form, die die Form des Sonettenkranzes weiterentwickelt, wobei allerdings die 14 Basissonette nicht durch wieder aufgenommene Zeilen verbunden sind. Bei einem Sonettennetz werden 14 Sonette gegeben, deren parallele Verse im Sinne eines Geflechtes wiederum 14 neue Sonette ergeben. Der Reiz dabei ist, dass aus den 14 Basis-Sonetten 14 neue Sonette abgeleitet werden, ohne dass neue Zeilen hinzugefügt werden. Wie beim Sonettenkranz aus den 14 Schlusszeilen ein neues 15. Sonett entsteht, so entstehen beim Sonettennetz aus den ersten Zeilen, in unveränderter Reihenfolge aneinandergefügt, ein weiteres Sonett, desgleichen gilt für alle zweiten Zeilen und für alle dritten Zeilen usw. Das Reimschema [abba abba ccd eed] wird auch bei den 14 abgeleiteten Sonetten beibehalten. Man erhält in der Summe schließlich 28 Sonette.

## Poetischer Inhalt
Ideale inhaltliche Strukturierungen sind:
- im italienischen Sonett:
  - These im 1. Quartett
  - Antithese im 2. Quartett
  - Synthese in den Terzetten
- alternativ ebenfalls im italienischen Sonett:
  - These in den Quartetten
  - Antithese in den Terzetten
- im englischen Sonett:
  - These in den ersten beiden Quartetten
  - Antithese im dritten Quartett
  - aphorismusartige Synthese im Couplet.

## Geschichte

### Beginn in Italien im 13. Jahrhundert
Der Ursprung des Sonetts liegt in Italien, in der ersten Hälfte des 13. Jahrhunderts. Es wurde im Umfeld des staufischen Kaisers Friedrich II. vor 1250 durch die Sizilianische Dichterschule aus der Kanzonenstrophe entwickelt. Vermutlich war der Notar Giacomo da Lentini der „Erfinder“ des Sonetts. Gelegentlich wird auch eine Verwandtschaft mit bestimmten Formen der arabischen Lyrik vermutet. (Arabisch, obwohl im Lauf des 13. Jhs. sukzessive zurückgedrängt, war neben sizilianischem Italienisch Verkehrssprache in Palermo.)
Die Gedichte aus der ersten Hälfte des 13. Jahrhunderts wiesen alle das gleiche Muster auf, das später von den Meistern der Sonettkunst, Petrarca und seinen Nachfolgern, übernommen wurde: Sonette bestanden stets aus vierzehn elfsilbigen Versen, die in eine Oktave bzw. ein Oktett und ein Sextett aufgeteilt waren.
Die Oktave unterlag einer Zweizeilerstruktur aus alternierenden Reimen ([abababab]). Die beiden Quartette (oder das Oktett) und die nachfolgenden Terzette (oder das Sextett) trennte ein rhetorischer Neuansatz. Das Reimschema der beiden Terzette war unterschiedlich, meist [cde cde], aber es gab auch Varianten.
Diese Gruppe der ältesten bekannten Sonette umfasst 19 Gedichte. Fünfzehn von Giacomo da Lentini, je eines von Jacopo Mostacci und Pier delle Vigne (auch Petrus de Vinea) und zwei weitere vom Abt des Klosters Tivoli. Eine genauere Datierung der überlieferten Texte des Dichterkreises um Friedrich II. (auch der Kaiser selbst dichtete, wenn auch keine Sonette) ist nicht möglich. 

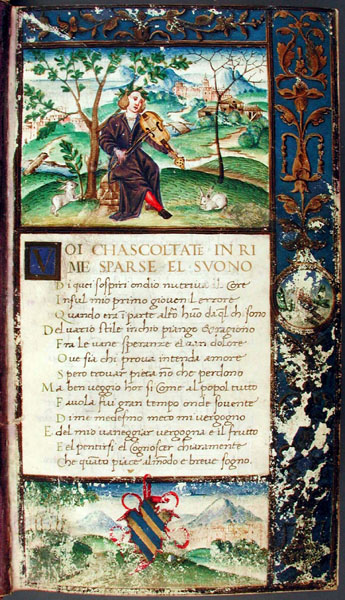
Illuminierte Handschrift mit dem ersten Sonett des Canzoniere von Petrarca

Auch die Dichter des Dolce stil novo wie Dante verwendeten unter anderem die Sonettform. Die wichtigste lyrische Gattung ist sie im Canzoniere von Francesco Petrarca (1304–1374), einer durchstrukturierten Gedichtsammlung in der Volkssprache, an der er von 1338 bis kurz vor seinem Tode arbeitete.  Das Werk findet vom Anfang des 16. bis zum Beginn des 17. Jahrhunderts zahlreiche Nachahmer, auch in anderen Sprachen (Shakespeares Sonette). Man spricht vom Petrarkismus bzw. vom Petrarca-Sonett.
Petrarcas Zeitgenosse Antonio da Tempo beschrieb in seinem Buch „Summa artis rithmici“ schon 16 Reimvarianten des Sonetts. Vier dieser Formen wurden später zur hohen Sonettdichtung gezählt, die vier Arten, die Petrarca in seinem Canzoniere nutzte: die umschlingenden ([abba abba]) und die alternierenden Reime für die Oktave, die dreireimige Form ([cde cde]) und die alternierende Form ([cdc dcd]) für das Sextett.

### Ausbreitung über Europa bis zum deutschen Barock
Nach einer ersten Blüte bei Petrarca und Dante – ein berühmter Petrarkist und Sonettdichter war später auch Michelangelo (1475–1564) – und der sofortigen Rezeption in hebräischer Sprache durch Immanuel ha-Romi verbreitete sich das Sonett im ganzen romanischen Kulturraum, im 16. Jahrhundert auch in England und Deutschland, wenig später dann in den Niederlanden und Skandinavien. Der älteste bekannte deutsche Sonettzyklus stammt von Johann Fischart. Mit der Romantik wurde das Sonett auch in den slawischen Ländern populär.
Um 1450 gelangte das petrarkistische Sonett nach Spanien (Íñigo López de Mendoza) und in der ersten Hälfte des 16. Jahrhunderts nach Portugal (Francisco de Sá de Miranda, später Luís de Camões). In der Mitte des Jahrhunderts kam es nach Frankreich (Louise Labé, Joachim du Bellay, Pierre de Ronsard) sowie gegen Ende desselben nach Holland und Deutschland.
In Frankreich, wie später in Deutschland, erfuhr der Sprachrhythmus eine wesentliche Änderung. Das von den Italienern bevorzugte elfsilbige Versmaß fand im Französischen nicht immer eine Entsprechung. Viele französische Dichter verwendeten daher den Alexandriner, den klassischen Dramenvers, ein zwölf- bzw. dreizehnsilbiges Maß mit Zäsur nach Silbe 6 oder 7. Diese metrische Besonderheit wurde von den deutschen Dichtern des Barock als jambischer Sechsheber mit einer Mittelzäsur adaptiert.

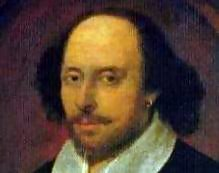
William Shakespeare hat mit Shake Speare's Sonnets (1609) den nach Petrarcas Canzoniere wohl berühmtesten Sonettenzyklus aller Zeiten geschaffen. Viele Lyriker haben sich an der Übersetzung seiner Sonette erprobt und geschult.

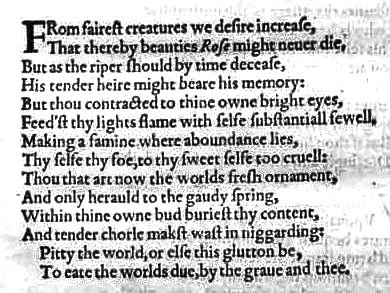
Sonnet 1 aus Shakespeares Sonetten, Erstdruck 1609

In England gab es eine bedeutende Sonettkultur unter den Dichtern der elisabethanischen Epoche (Philip Sidney, Edmund Spenser, Michael Drayton, Samuel Daniel u. v. a.). Vor allem William Shakespeare (1564–1616) brachte das petrarkistische Liebessonett in der besonderen Form des elisabethanischen Sonetts (drei Quartette und abschließendes Couplet, hier wie im Italienischen stets im jambischen Fünfheber) 1609 zu einer letzten Blüte.
Bedeutend für die Einführung des Sonetts in Deutschland waren Georg Rudolf Weckherlin und die Poetik von Martin Opitz. Als eigenständige aussagekräftige Form gewinnt das Sonett allerdings erst Bedeutung bei Andreas Gryphius, wenn auch in der Alexandriner-Form Frankreichs. Der Petrarkismus war bei Gryphius aber längst verlassen. Gryphius vereinte das Sonett mit den Zielen religiöser Dichtung (etwa dem Vanitasgedanken der Zeit) und verarbeitete im Sonett die Schrecken des Dreißigjährigen Krieges.
Eine Besonderheit im Ursprungsland der Form stellen die „sonetti romaneschi“ des römischen Volksdichters Giuseppe Gioacchino Belli (1791–1863) dar. Belli bediente sich meisterhaft der alten Form zum Zweck einer realistischen Berichterstattung über seine römische Umwelt in weit über 2000 Sonetten.

### Das Sonett in Deutschland seit dem späten 18. Jahrhundert

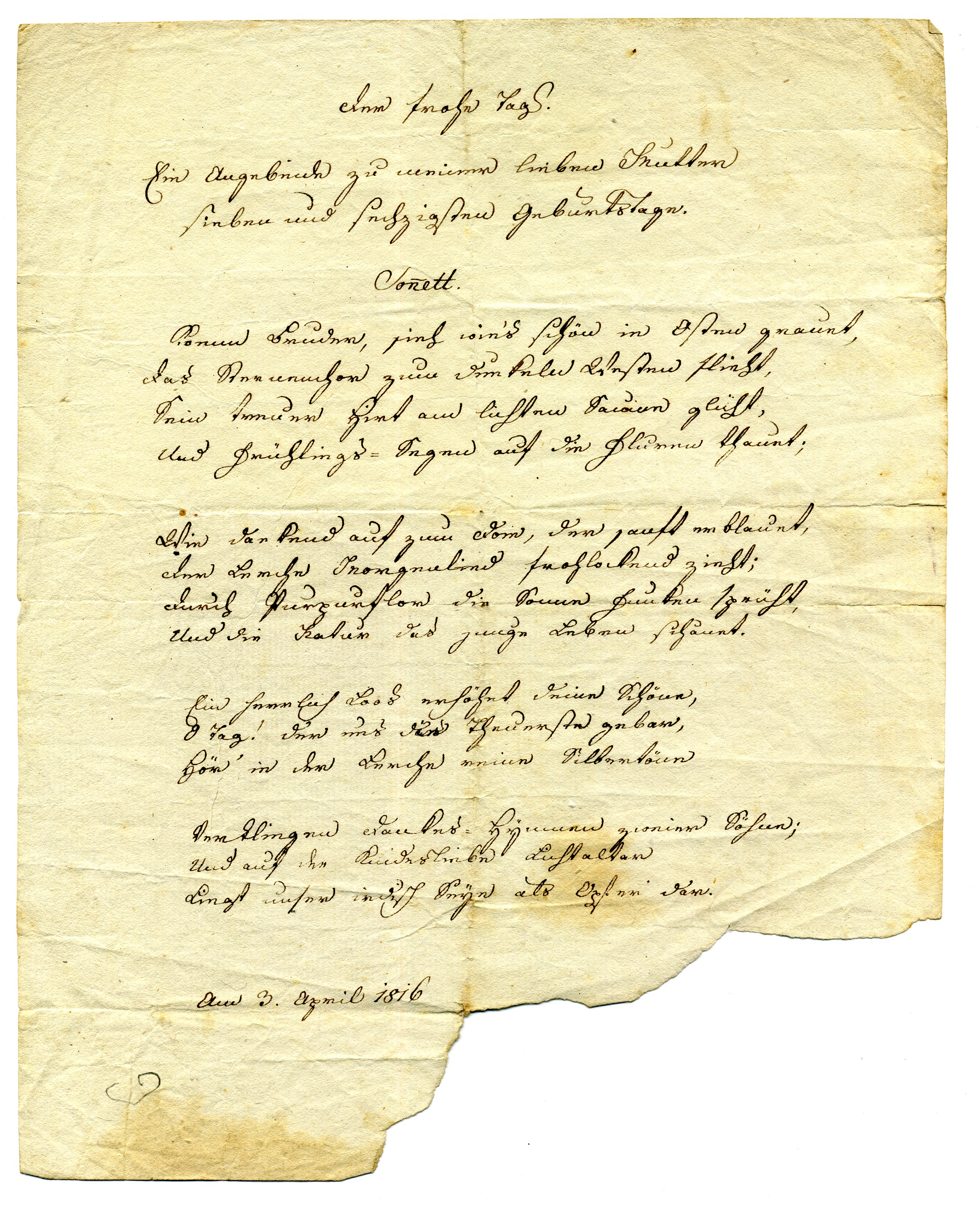
Sonett vom 3. April 1816 „zum 67. Geburtstag“ von einem unbekannten Autor

Nach dieser Blütezeit folgte eine Zeit, in der die überbeanspruchte Form von den Dichtern gemieden oder die Regeln bewusst gebrochen wurden, bis die Form zaghaft im späten 18. Jahrhundert wiederentdeckt wurde.
An ernsthafter Bedeutung gewann das Sonett wieder mit Gottfried August Bürgers Gedichtsammlung von 1789. Bürger nutzte für seine Sonette den zu dieser Zeit durch die Shakespeare-Rezeption modern gewordenen jambischen Fünfheber.
Sein Schüler August Wilhelm Schlegel machte das Sonett mit seiner Poetik und seinen Gedichten zu einem hervorgehobenen Paradigma der deutschen Romantik. Die Themen des Sonetts wendeten sich der Kunstphilosophie zu. Es entstanden Sonette auf Gemälde oder Musikstücke.
Wie zuvor rief die angesehene Form aber auch steten Spott hervor. Sonett-Liebhaber und Sonett-Gegner führten einen regelrechten Krieg gegeneinander. Unter diesen Bedingungen bezog auch Johann Wolfgang von Goethe Position und versuchte sich sehr erfolgreich an Sonetten. Während der antinapoleonischen Befreiungskämpfe wurde das Sonett zum politischen Sonett (vgl. Friedrich Rückerts „Geharnischte Sonette“, 1814).
Durch das Junge Deutschland und den Vormärz wurde das Sonett zu der am häufigsten verwendeten lyrischen Form der Zeit. Für diese Epoche steht u. a. August von Platen-Hallermünde, vor allem mit den berühmten Sonetten aus Venedig.
Im Symbolismus fand das Sonett neue Bewertung durch Stefan George (vor allem in dessen Übersetzungen), Hugo von Hofmannsthal und Rainer Maria Rilke. Auch in der Lyrik des Expressionismus trat es auf; es hatte dort den Untergang der alten Werte oder Groteskes und Komisches widerzuspiegeln. Unter den expressionistischen Dichtern bedienten sich Georg Heym, Georg Trakl, Jakob van Hoddis, Theodor Däubler, Paul Zech und Alfred Wolfenstein der Form des Sonetts.
Der verbrecherischen Gewalt des nationalsozialistischen Staates stellte Reinhold Schneider christliche Gesinnung in der streng geordneten Sprache seiner Sonette entgegen. Sie wurden damals in einer Art Samisdat verbreitet und konnten erst nach dem Ende des Krieges gedruckt werden (vgl. die Olympischen Sonette Jochen Kleppers von 1936, veröffentlicht 1947; jetzt in: ders.: Ziel der Zeit). In und nach dem Zweiten Weltkrieg klammerten sich Verfolgte und Eingekerkerte (Albrecht Haushofers „Moabiter Sonette“, 1946), Emigranten und Überlebende an die strenge Form des Sonetts.
Das Sonett wurde in den 1950er bis 1970er Jahren in der BRD wenig gepflegt (Christoph Meckel, Volker von Törne, Robert Wohlleben, Klaus M. Rarisch). Die Sonette, die geschrieben wurden, zeigen nicht selten die Sonettform als eine sinnentleerte Form vor. Dagegen richtet sich Robert Gernhardts bekanntestes neueres komisches Sonett Materialien zu einer Kritik der bekanntesten Gedichtform italienischen Ursprungs aus dem Jahr 1979, in der das lyrische Ich wortreich und ironisch erklärt, Sonette „beschissen“ zu finden. In der DDR wurde das Sonett von der Sächsischen Dichterschule (Karl Mickel, Rainer Kirsch und andere) häufig aufgegriffen und produktiv weiterentwickelt. Seit Ende der 1970er Jahre werden wieder mehr Sonette geschrieben, zum Beispiel von Andreas Altmann, Achim Amme, Ernst-Jürgen Dreyer, Eugen Gomringer, Durs Grünbein, Ulla Hahn und Stefan Heyer. In der jüngeren Generation ist diese Gedichtform unter anderem bei Jan Wagner zu finden.

### Weitere bedeutende Sonettdichter

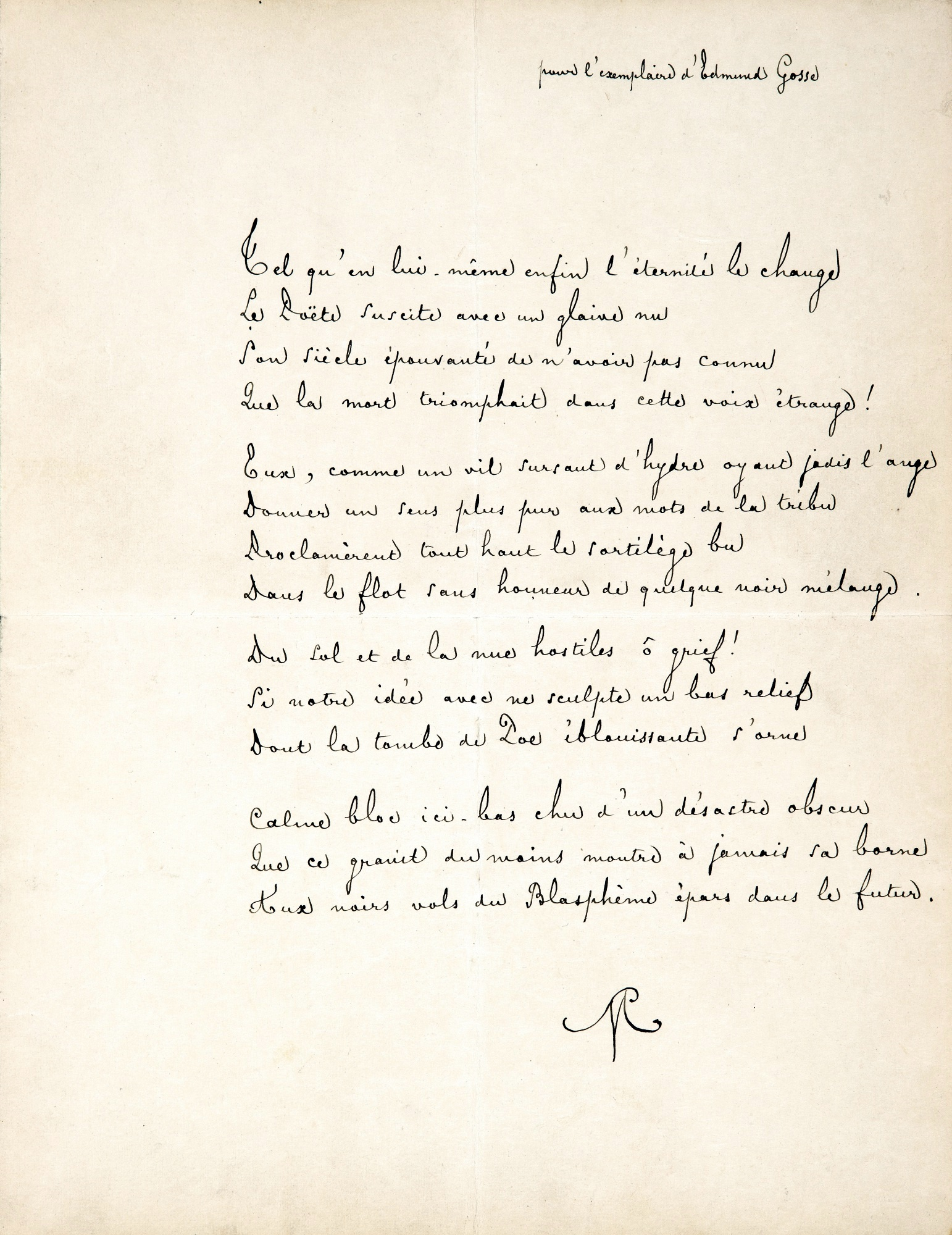
Stéphane Mallarmé: Le Tombeau d’Edgar Poe, Sonett auf Edgar Allan Poe aus dem Jahre 1876.

Im Englischen wurde das Sonett um 1800 von William Wordsworth und anderen romantischen Dichtern wiederaufgenommen und etablierte sich als eine der beliebtesten Gedichtformen des 19. Jahrhunderts. Berühmt wurden Elizabeth Barrett Brownings Sonnets from the Portuguese von 1850. Erste experimentelle Ansätze finden sich in George Merediths Sequenz Modern Love (1862), die das Scheitern seiner Ehe in auf 16 Zeilen erweiterten Sonetten darstellt, und radikaler in den lautmalerischen Sonetten von Gerard Manley Hopkins. Im frühen 20. Jahrhundert tritt der Amerikaner Robert Frost mit existentialistisch aufgeladenen Naturbetrachtungen als bedeutendster Sonettdichter seines Landes hervor. Die Postmoderne um Robert Lowell und John Berryman entdeckt das Sonett für ihre dekonstruktivistische Poetik und macht es damit für experimentelle Ansätze bis in die Gegenwart interessant. Auch afroamerikanische Dichter eignen sich die europäische Form an, um ihren Anspruch auf Teilhabe an der literarischen Tradition zu untermauern.
Ein bedeutender französischer Sonettdichter war in der Mitte des 19. Jahrhunderts Charles Baudelaire. In seinem Hauptwerk „Les Fleurs du Mal“ sind etwa die Hälfte der Gedichte in Form von Sonetten geschrieben. Auch Stéphane Mallarmé und Arthur Rimbaud schrieben formvollendete Sonette. Bei äußerlich eingehaltener Strenge sind bei den Letztgenannten zugleich innere Auflösungstendenzen des Sonetts hin zu einer mehr gleitenden, freieren Verwendung der Form zu erkennen. Während die Sonette des Expressionismus an die Rauheit der Sonette Rimbauds anknüpfen, wird der schwebend-luftige Ton der Sonette Mallarmés am ehesten von Rilke in den Sonetten an Orpheus dem Deutschen anverwandelt und weitergeführt.

## Beispiele

### Francesco Petrarca
Io canterei d'amor sí novamente

ch'al duro fiancho il dí mille sospiri

trarrei per forza, et mille alti desiri

raccenderei ne la gelata mente;

e 'l bel viso vedrei cangiar sovente,

et bagnar gli occhi, et piú pietosi giri

far, come suol chi de gli altrui martiri

et del suo error quando non val si pente;

et le rose vermiglie in fra le neve

mover da l'òra, et discovrir l'avorio

che fa di marmo chi da presso 'l guarda;

e tutto quel per che nel viver breve

non rincresco a me stesso, anzi mi glorio

d'esser servato a la stagion piú tarda.

– Francesco Petrarca: Sonett 131
So neuer Art wollt’ ich von Liebe künden, 

Daß harter Bruſt ich tauſendfaches Stöhnen 

Täglich entpreßt’ und tauſendfältig Sehnen 

In kaltem Herzen drin ſich müßt entzünden;

Verfärbt würd’ oft ich ſchönes Antlitz finden, 

Mitleidiger den Blick, getaucht in Thränen, 

Wie Solche pflegen, die ob eignem Wähnen 

Und fremder Schmach vergebens Reu’ empfinden; 

Säh’ rothe Roſen, die in Schneen weben,

Vom Hauch bewegt das Elfenbein enthüllen,

Das den von Marmor macht, der’s nah gewahret,

Und alles das, warum im kurzen Leben

Ich nicht verzweifle, ja um deſſentwillen 

Ich ſtolz mich ſeh’ für letzte Zeit geſparet.

– Übersetzung: Karl August Förster

### William Shakespeare
Let me not to the marriage of true minds

Admit impediments. Love is not love

Which alters when it alteration finds,

Or bends with the remover to remove:

O, no! it is an ever-fixed mark,

That looks on tempests and is never shaken;

It is the star to every wandering bark,

Whose worth’s unknown, although his height be taken.

Love’s not Time’s fool, though rosy lips and cheeks

Within his bending sickle’s compass come;

Love alters not with his brief hours and weeks,

But bears it out even to the edge of doom.

If this be error and upon me proved,

I never writ, nor no man ever loved.

– William Shakespeare: Sonnet CXVI
Nichts kann den Bund zwei treuer Herzen hindern,

Die wahrhaft gleichgestimmt. Lieb’ ist nicht Liebe,

Die Trennung oder Wechsel könnte mindern,

Die nicht unwandelbar im Wandel bliebe.

O nein! Sie ist ein ewig festes Ziel,

Das unerschüttert bleibt in Sturm und Wogen,

Ein Stern für jeder irren Barke Kiel, –

Kein Höhenmaß hat seinen Werth erwogen.

Lieb’ ist kein Narr der Zeit, ob Rosenmunde

Und Wangen auch verblühn im Lauf der Zeit –

Sie aber wechselt nicht mit Tag und Stunde,

Ihr Ziel ist endlos, wie die Ewigkeit.

     Wenn dies bei mir als Irrthum sich ergiebt,

     So schrieb ich nie, hat nie ein Mann geliebt.

– Übersetzung: Friedrich von Bodenstedt
Nichts löst die Bande, die die Liebe bindet.

Sie wäre keine, könnte hin sie schwinden,

weil, was sie liebt, ihr einmal doch entschwindet;

und wäre sie nicht Grund, sich selbst zu gründen.

Sie steht und leuchtet wie der hohe Turm,

der Schiffe lenkt und leitet durch die Wetter,

der Schirmende, und ungebeugt vom Sturm,

der immer wartend unbedankte Retter.

Lieb' ist nicht Spott der Zeit, sei auch der Lippe,

die küssen konnte, Lieblichkeit dahin;

nicht endet sie durch jene Todeshippe.

Sie währt und wartet auf den Anbeginn.

Ist Wahrheit nicht, was hier durch mich wird kund,

dann schrieb ich nie, schwur Liebe nie ein Mund.

– Übersetzung: Karl Kraus
(Diese und 9 weitere Nachdichtungen des 116. Sonetts auf deutsche-liebeslyrik.de; insgesamt gibt es mehr als 80 Übersetzungen des Gedichts ins Deutsche.)

### Andreas Gryphius
Wir sindt doch nuhnmer gantz, ja mehr den gantz verheret!

Der frechen völcker schaar, die rasende posaun

Das vom blutt fette schwerdt, die donnernde Carthaun

Hatt aller schweis vnd fleiß vnd vorrath auff gezehret.

Die türme stehn in glutt, die Kirch ist vmgekehret.

Das Rahthaus ligt im grauß, die starcken sind zerhawn,

Die Jungfrawn sind geschändt, vnd wo wir hin nur schawn,

Ist fewer, pest, vnd todt, der hertz vndt geist durchfehret.

Hier durch die schantz vnd Stadt rint alzeit frisches blutt.

Dreymall sindt schon sechs jahr, als vnser ströme flutt,

Von so viel leichen schwer, sich langsam fortgedrungen.

Doch schweig ich noch von dem, was ärger als der todt,

Was grimmer den die pest vndt glutt vndt hungers noth,

Das nun der Selen schatz so vielen abgezwungen.
– Andreas Gryphius: Thränen deß Vaterlandes anno 1636

### Johann Wolfgang von Goethe
Natur und Kunst, sie scheinen sich zu fliehen

       Und haben sich, eh’ man es denkt, gefunden;

       Der Widerwille ist auch mir verschwunden,

       Und beide scheinen gleich mich anzuziehen.

    Es gilt wohl nur ein redliches Bemühen!

       Und wenn wir erst, in abgemessnen Stunden,

       Mit Geist und Fleiß uns an die Kunst gebunden,

       Mag frei Natur im Herzen wieder glühen.

    So ist’s mit aller Bildung auch beschaffen.

       Vergebens werden ungebundne Geister

       Nach der Vollendung reiner Höhe streben.

    Wer Großes will, muss sich zusammenraffen.

       In der Beschränkung zeigt sich erst der Meister,

       Und das Gesetz nur kann uns Freiheit geben.
– Johann Wolfgang von Goethe: Natur und Kunst

### Heinrich Heine
Im tollen Wahn hatt’ ich dich einst verlassen,

 Ich wollte gehn die ganze Welt zu Ende,

 Und wollte sehn ob ich die Liebe fände,

 Um liebevoll die Liebe zu umfassen.

Die Liebe suchte ich auf allen Gassen,

 Vor jeder Thüre streckt’ ich aus die Hände,

 Und bettelte um gringe Liebesspende, –

 Doch lachend gab man mir nur kaltes Hassen.

Und immer irrte ich nach Liebe, immer

 Nach Liebe, doch die Liebe fand ich nimmer,

 Und kehrte um nach Hause, krank und trübe.

Doch da bist du entgegen mir gekommen,

 Und ach! was da in deinem Aug’ geschwommen,

 Das war die süße, langgesuchte Liebe.
– Heinrich Heine: Im tollen Wahn hatt’ ich dich einst verlassen

### Georg Trakl
Verhallend eines Gongs braungoldne Klänge –

Ein Liebender erwacht in schwarzen Zimmern

Die Wang’ an Flammen, die im Fenster flimmern.

Am Strome blitzen Segel, Masten, Stränge.

Ein Mönch, ein schwangres Weib dort im Gedränge.

Guitarren klimpern, rote Kittel schimmern.

Kastanien schwül in goldnem Glanz verkümmern;

Schwarz ragt der Kirchen trauriges Gepränge.

Aus bleichen Masken schaut der Geist des Bösen.

Ein Platz verdämmert grauenvoll und düster;

Am Abend regt auf Inseln sich Geflüster.

Des Vogelfluges wirre Zeichen lesen

Aussätzige, die zur Nacht vielleicht verwesen.

Im Park erblicken zitternd sich Geschwister.
– Georg Trakl: Traum des Bösen

### August Wilhelm Schlegel
Zwei Reime heiß’ ich viermal kehren wieder,

Und stelle sie, getheilt, in gleiche Reihen,

Daß hier und dort zwei eingefaßt von zweien

Im Doppelchore schweben auf und nieder.

Dann schlingt des Gleichlauts Kette durch zwei Glieder

Sich freier wechselnd, jegliches von dreien.

In solcher Ordnung, solcher Zahl gedeihen

Die zartesten und stolzesten der Lieder.

Den werd’ ich nie mit meinen Zeilen kränzen,

Dem eitle Spielerei mein Wesen dünket,

Und Eigensinn die künstlichen Gesetze.

Doch, wem in mir geheimer Zauber winket,

Dem leih’ ich Hoheit, Füll’ in engen Gränzen.

Und reines Ebenmaß der Gegensätze.
– August Wilhelm Schlegel: Das Sonett

## Quantitative Untersuchungen
Auch die Quantitative Literaturwissenschaft hat sich mit Sonetten unter sehr verschiedenen Aspekten befasst. Einen neuen Überblick am Beispiel von Sonetten aus einigen Sprachen findet man bei Andreev, Místecký und Altmann (2018).